# 피터 크론하이머
피터 베네딕트 크론하이머(영어: Peter Benedict Kronheimer, 1963–)는 영국의 수학자다. 게이지 이론을 3차원 및 4차원 다양체 위상수학에 응용하는 데 공헌하였다.